# Регентов Юрій Павлович
Юрій Павлович Регентов (15 лютого 1936 — 24 жовтня 2005) — радянський воєначальник, генерал-майор РВСП.

## Життєпис
У 1953 році вступив й у 1957 році закінчив мінно-торпедний факультет Тихоокеанського вищого військово-морського училища імені С. О. Макарова.
Проходив військову службу на Тихоокеанському флоті на посадах помічника командира торпедного катера 258-го дивізіону 167-ї бригади ТКА ВМБ «Стрєлок» ТОФ (м. Находка), командира ТКА 258-го дивізіону 167-ї бригади ТКА ВМБ «Стрєлок» ТОФ (м. Совгавань) і командира ТКА 92-го дивізіону 33-ї бригади ОВра Совгаваньської ВМБ ТОФ (м. Корсаков). Член КПРС з 1961 року.
У 1962 році переведений до РВСП. Обіймав посади старшого техніка ракетного полку 8-ї ракетної дивізії (сел. Юр'я, Кіровська область), начальника відділення, заступника командира і командира групи, начальника штабу ракетного полку, командира ракетного полку (м. Хмельницький), начальника штабу 46-ї ракетної дивізії (м. Первомайськ, Миколаївська область).
У серпні 1978 року полковник Ю. П. Регентов призначений командиром 46-ї ракетної дивізії.
У 1982 році призначений заступником командувача 53-ї ракетної армії з бойової підготовки (м. Чита).
У 1984 році заочно з відзнакою закінчив Військову академію імені Ф. Е. Дзержинського.
З 1989 року — заступник начальника Управління бойової підготовки РВСП.
У грудні 1993 року звільнений у запас за віком. Працював начальником центру в АТ «Рособщемаш» (м. Москва).
Мешкав у Москві, де й помер. Похований на Троєкурівському цвинтарі.

## Нагороди
Нагороджений орденами Трудового Червоного Прапора, Червоної Зірки і медалями.